# آپولیناریسم
آپولیناریسم (انگلیسی: Apollinarism) یک بدعت مسیح‌شناسی است که توسط آپولیناریس لائودیسه (متوفی ۳۹۰) ارائه شده‌است که استدلال می‌کند که عیسی بدن انسانی و روح انسانی حساس داشت، اما یک ذهن خداگرایی و نه ذهن عقلانی انسانی، بعدها کلمه خدا (لوگوس) جای بخش دومی را گرفت. در سال ۳۸۱ بدعت در مسیحیت تلقی شد و عملاً در دهه‌های بعد از بین رفت.